# Dům čp. 159 (Štramberk)
Dům čp. 159 stojí na ulici Hraničky ve Štramberku v okrese Nový Jičín. Roubený dům byl postaven v první polovině 19. století. Byl zapsán do Ústředního seznamu kulturních památek ČR před rokem 1988 a je součástí městské památkové rezervace.

## Historie
Podle urbáře z roku 1558 bylo na náměstí postaveno původně 22 domů s dřevěným podloubím, kterým bylo přiznáno šenkovní právo a sedm usedlých na předměstí. Uprostřed náměstí stál pivovar. V roce 1614 je uváděno 28 hospodářů, fara, kostel, škola a za hradbami 19 domů. Za panování jezuitů bylo v roce 1656 uváděno 53 domů. První zděný dům čp. 10 byl postaven na náměstí v roce 1799. V roce 1855 postihl Štramberk požár, při němž shořelo na 40 domů a dvě stodoly. V třicátých letech 19. století stálo nedaleko náměstí ještě dvanáct dřevěných domů. Roubený dům čp. 159 byl postaven na začátku 19. století. V padesátých letech 20. století byl rekonstruován. Objekt je příkladem lidové architektury v původní zástavbě na předměstí Štramberku.

## Stavební podoba
Dům je přízemní částečně roubená stavba obdélníkového půdorysu orientované štítovou stranou k silnici, kolmo do svahu. Je trojdílné dispozice komorovo–chlévního typu. Dům je postaven na vysoké kamenné omítané podezdívce, která vyrovnává svahovou nerovnost a má sklepní prostory s vchody ze strany ulice. Dům je rouben z kuláčů, zadní část je zděná. Štítové průčelí je dvouosé s kaslíkovými okny. Štít je svisle bedněný s výzorníky, s podlomenicí u paty. Střecha je sedlová kryta tzv. bonským šindelem (asfaltový šindel). Vstup (levá strana) mělo dřevěnou přístavbu (verandu), která byla stržena a na jejím místě bylo přistavěno zděné křídlo se sedlovou střechou.